# Tāleh Kūh
Tāleh Kūh (persiska: Ţālakūh, تاله کوه) är en ort i Iran.   Den ligger i provinsen Gilan, i den nordvästra delen av landet, 200 km nordväst om huvudstaden Teheran. Tāleh Kūh ligger 1 312 meter över havet och antalet invånare är 208.
Terrängen runt Tāleh Kūh är bergig åt sydväst, men åt nordost är den kuperad. Terrängen runt Tāleh Kūh sluttar västerut. Runt Tāleh Kūh är det ganska glesbefolkat, med 45 invånare per kvadratkilometer. Närmaste större samhälle är Jīrandeh, 14,9 km sydost om Tāleh Kūh. Trakten runt Tāleh Kūh består till största delen av jordbruksmark.